# Кевин Галахър
Кевин Уилям Галахър (на английски: Kevin William Gallacher) е бивш шотландски футболист, който е спортен коментатор.